# 57 Batalion Schutzmannschaft
57 Batalion Schutzmannschaft (niem. Schutzmannschaft Wacht Bataillon 57) – kolaboracyjny oddział policji pomocniczej złożony z Ukraińców i Białorusinów podczas II wojny światowej

## Historia
Oddział został sformowany na przełomie stycznia/lutego 1942 w okupowanym Smoleńsku. Składał się w większości z Ukraińców, ale też Białorusinów. Na jego czele stanął kapitan Schutzpolizei Hans Siegling. Do jego zadań należały ochrona niemieckich instalacji militarnych i linii komunikacyjnych na tyłach frontu wschodniego oraz zwalczanie partyzantki. Batalion działał w rejonie Mohylewa, Orszy i Bobrujska. Brał udział w takich operacjach antypartyzanckich, jak "Franz", "Erntefest", "Hornung", "Lenz-Süd", "Lenz-Nord", "Hermann", "Heinrich", "Frühlingsfest". W lipcu 1944 oddział wszedł w skład 1. Pułku Schutzmannschaft-Brigade Siegling, formowanej w rejonie Łomży.